# Shote Galica
Shote Galica właśc. Qerime Halil Radisheva (ur. 1895 w Drenicy, Imperium Osmańskie, zm. 1927 w Fushë-Krujë, Republika Albanii) – kosowska partyzant (kaczak), walcząca o zjednoczenie ziem albańskich.

## Życiorys
Urodziła się we wsi w rejonie Drenicy w dzisiejszym Kosowie. Miała sześciu braci. W 1915 wyszła za mąż za Azema Galicę. W 1919 wzięła udział w powstaniu kosowskich separatystów przeciw Królestwu Jugosławii w oddziale utworzonym przez jej męża. W latach 1921–1923 walczyła przeciwko Serbom w Juniku. W 1925, po śmierci męża, została dowódcą oddziału. Walczyła wraz z Bajramem Currim w Prizrenie i Lumë. W 1927 wycofała się do Albanii, gdzie wkrótce zmarła.
Miała syna, który zmarł wkrótce po porodzie ze względu na trudne warunki panujące w obozach partyzanckich. Od tamtej pory opiekowała się osieroconymi dziećmi innych bojowników.
Postać Shote Galicy jest mocno zakorzeniona w albańskiej i kosowskiej tradycji jako bojowniczka o wolność. Ukazywana jest jako działaczka na rzecz praw kobiet. Ze względu na jej życie i męski sposób ubierania zwraca się uwagę na jej podejście do ról płciowych.

## Pamięć
W powojennej Albanii nadano jej pośmiertnie tytuł Bohatera Ludu i wystawiono popiersie. Imię Galicy noszą ulice w Tiranie, Kamzie i Kuçovë.
W 1978 wystawiono sztukę teatralną Gërsheti i luftrave – Shote Galica w reżyserii Kadri Pirro. Rolę Shote zagrała Liri Lushi

## Odznaczenia
- Bohater Ludu Albanii[1]

## Zobacz także
- Tringë Smajli